# جین دونگ
جین دونگ (چینی ساده: 靳东; پین‌یین: Jìn Dōng؛ زادهٔ ۲۲ دسامبر ۱۹۷۶) بازیگر اهل چین است. وی از سال ۱۹۹۳ میلادی تاکنون مشغول فعالیت بوده‌است.
از فیلم‌ها یا برنامه‌های تلویزیونی که وی در آن نقش داشته‌است می‌توان به نیروانا در آتش اشاره کرد.